# Flight Alaska
Flight Alaska (mã IATA = 4Y, mã ICAO = TUD) là hãng hàng không vận chuyển hàng hóa của Hoa Kỳ, trụ sở ở Anchorage, Alaska. Hãng có các tuyến đường vận chuyển hàng hóa trong tiểu bang Alaska. Căn cứ chính của hãng ở Sân bay quốc tế Ted Stevens, Anchorage.

## Lịch sử
Hãng được thành lập và bắt đầu các chuyến bay từ Dillingham, Alaska trong giữa thập niên 1950 dưới tên Bob Harris Flying Services, sau đó đổi tên thành Yute Air Alaska. Năm1999 Yute Air nộp đơn xin tuyên bố phá sản. Flight International Group mua lại hãng này và tháng 4/2000 đổi tên thành Flight Alaska.

## Các nơi đến
(Tháng 1/2005):
- Aniak
- Bethel
- Chefornak
- Chevak
- Dillingham
- Eek
- Goodnews Bay
- Hooper Bay
- Kipnuk
- Kongiganak
- Kotzebue
- Kwigillingok
- Marshall
- Newtok
- Nightmute
- Platinum
- Quinhagak
- Scammon Bay
- Toksook Bay
- Tuntutuliak
- Tununak

## Đội máy bay
(Tháng 1/2005):
- Cessna 207
- Cessna 207A